# Champ des Tombes
Le Champ des Tombes est une construction mégalithique de type indéterminé situé à Saint-Broladre dans le département français d'Ille-et-Vilaine.

## Protection
L'édifice est situé au lieu-dit Vaujour. Bien que  classé au titre des monuments historiques en 1966, l'extension de la carrière voisine entraine son démontage en 1977 puis sa reconstruction à proximité en 1998 grâce au relevé entrepris par Jean L'Helgouach.

## Description
P. Bézier dans son Inventaire des Monuments mégalithiques du département d'Ille-et-Vilaine de 1883 mentionne par erreur le monument sur la commune limitrophe de Baguer-Pican. Six pierres délimitaient le pourtour d'un hémicycle d'un diamètre de 7 m et deux autres pierres complétaient l'ensemble. Des huit pierres qui le constituaient encore au début du XXe siècle, une a été broyée et une autre a disparu.
| Pierre                                                    | État    | Longueur | Largeur | Épaisseur | Caractéristiques               |
| --------------------------------------------------------- | ------- | -------- | ------- | --------- | ------------------------------ |
| no 1                                                      | debout  | 1,25 m   | 0,80 m  | 0,55 m    | juxtaposée avec la pierre no 2 |
| no 2                                                      | debout  | 1 m      | 1,20 m  | 0,40 m    |                                |
| no 3                                                      | couchée | 2,25 m   | 0,80 m  |           | contiguë à la pierre no 1      |
| no 4                                                      | couchée | 1,70 m   | 0,75 m  |           | contiguë à la pierre no 1      |
| no 5                                                      | couchée | 1,90 m   | 0,50 m  |           | contiguë à la pierre no 2      |
| no 6                                                      | couchée | 1,55 m   | 1 m     |           | contiguë à la pierre no 2      |
| Données : Les mégalithes du département d'Ille-et-Vilaine |         |          |         |           |                                |

D'après Jean L'Helgouach, il pourrait s'agir des ruines d'une enceinte mégalithique ou de celles de la chambre sépulcrale d'un dolmen.